# Mercedes-Benz M116/M117
De M116 en M117 zijn Ottomotoren van Mercedes-Benz met 8 cilinders in V-vorm. Ze werden gebruikt van 1969 tot 1991 in diverse Mercedesmodellen van de topklasse. Gedurende hun levenscyclus zijn de motoren veelvuldig aangepast.
De krachtbronnen zijn ontworpen door de toenmalige motorenconstructeur bij Mercedes-Benz Adolf Wente. Met het ontwerp werd gestart in 1963. Er was geen directe voorganger, maar ze zijn wel gebaseerd op de grote M100. De motoren werden opgevolgd door de M119.

## Techniek
De motoren zijn watergekoeld en per cilinderbank is er één bovenliggende nokkenas. Beide nokkenassen zijn vijf maal gelagerd en worden aangedreven vanaf de eveneens vijf maal gelagerde krukas door één Duplex ketting. Per cilinder zijn er twee kleppen die bediend worden via sleeptuimelaars. De cilinderkoppen zijn gemaakt van aluminium.
De hoek tussen de twee cilinderbanken is 90°. De bouwvorm is zogenaamd cross-plane (met ontstekingsvolgorde 1-5-4-8-6-3-7-2), waarbij cilinders 1 t/m 4 in de rechter bank en cilinders 5 t/m 8 in de linker bank zijn ondergebracht (gezien in rijrichting en van voor naar achter). Massatraagheidsmomenten van de eerste en tweede orde worden hiermee geheel gecompenseerd en de motoren draaien dan ook rustig en gelijkmatig. De krachtbronnen zijn compact gebouwd doordat het inlaatspruitstuk tussen de cilinderbanken is gemonteerd in plaats van erboven.

### Gietijzer

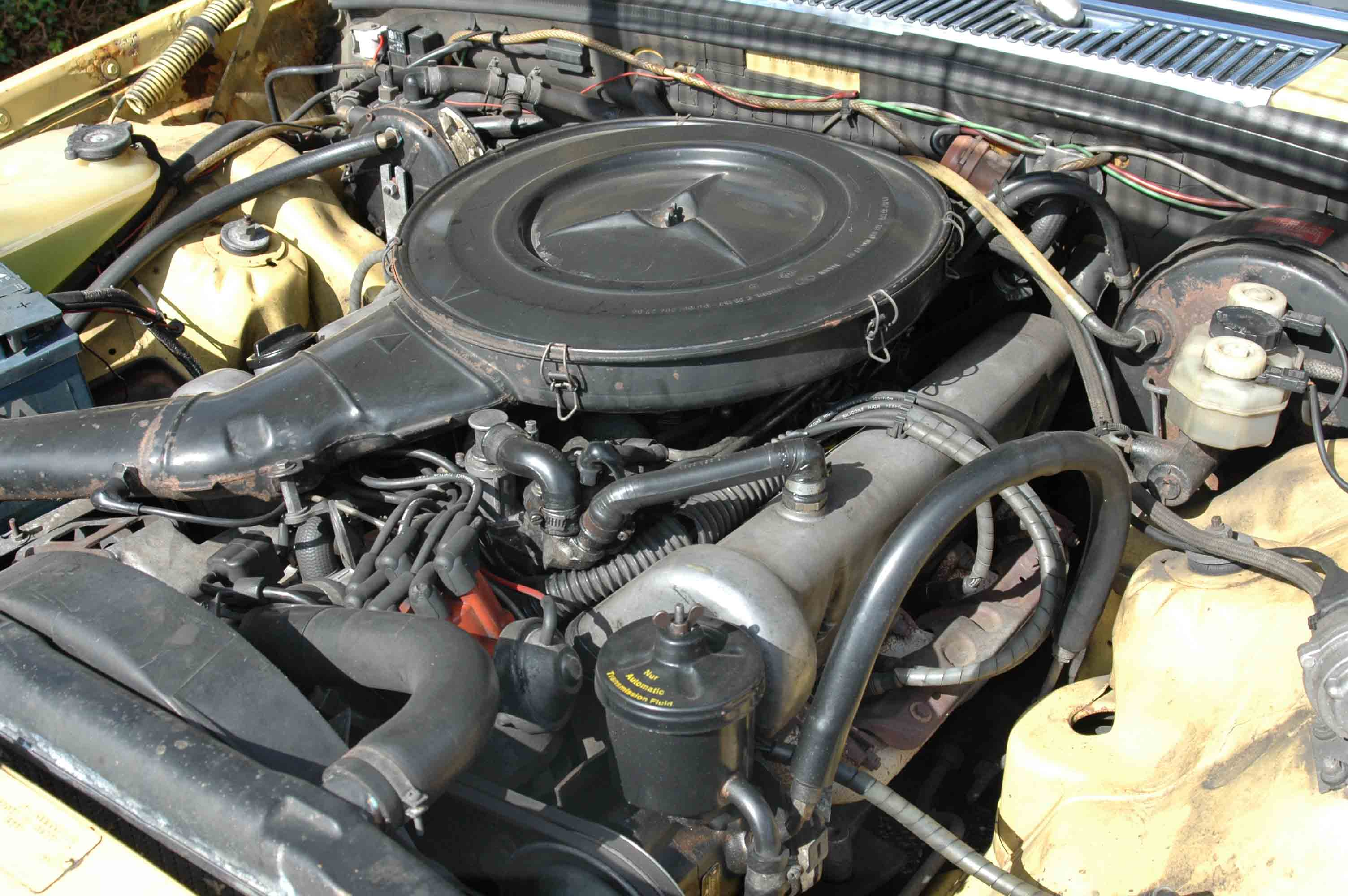
M116 E35 in 350 SE 1975

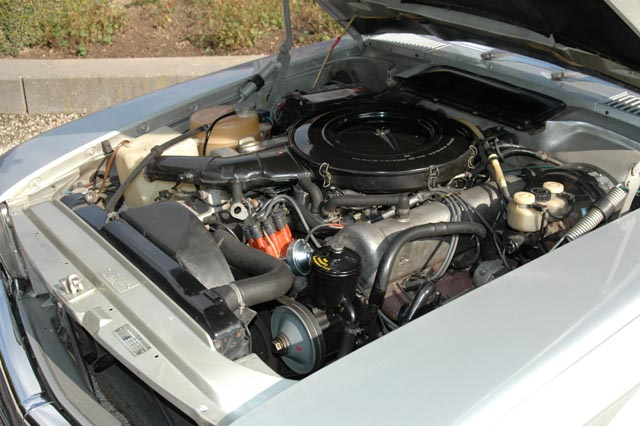
M117 E45 in 450 SL 1973

Het cilinderblok van de eerste generatie motoren, de M116 E35 (3,5 liter) en de M117 E45 (4,5 liter), is gemaakt van gietijzer. De M116, die als eerste werd ontwikkeld, is een soepele korte slag motor die langdurig hoge toerentallen kan draaien en ten minste 90% van zijn maximum koppel ontplooit tussen 1800 en 5500 omw./min. Het specifiek vermogen is ten opzichte van de M100 opvallend groter: 42 kW tegenover 29 kW per liter cilinderinhoud. De M116 debuteerde in november 1969 in de varianten coupé en cabriolet van de serie W111 en in de luchtgeveerde serie W109. De eerste M117 is een M116 met verlengde slag, bedoeld om een groter koppel. Deze motor kwam in mei 1971 voor het eerst tot inzet in de serie W108-W109, exclusief voor de Noord-Amerikaanse markt.
Het brandstofinjectiesysteem werd in november 1975 bij de M117 en januari/februari 1976 bij de M116 aangepast om aan de in de meeste Europese landen verscherpte emissie-eisen te kunnen voldoen. Van de elektronisch geregelde Bosch D-Jetronic brandstofinjectie stapte men over naar de minder ingewikkelde mechanisch geregelde Bosch K-Jetronic. Hiermee draaien de motoren meer gecultiveerd en is de klankkleur minder scherp. De omschakeling ging gepaard met geringe prestatieverliezen. Bij de M116 werd tevens de compressieverhouding verlaagd naar 9,0 : 1. Ter vereenvoudiging van het onderhoud kregen beide motoren contactloze transistorontsteking en hydraulische klepspeling compensatie.
Het vermogen van de M117 keerde in april 1978 terug naar 165 kW en steeg bij de M116 zelfs tot 151 kW. De verbetering van de prestaties werd bereikt door wijzigingen aan het uitlaatsysteem. De series R107 en C107 profiteerden niet van deze wijzigingen.

### Aluminium en vergrote inhoud

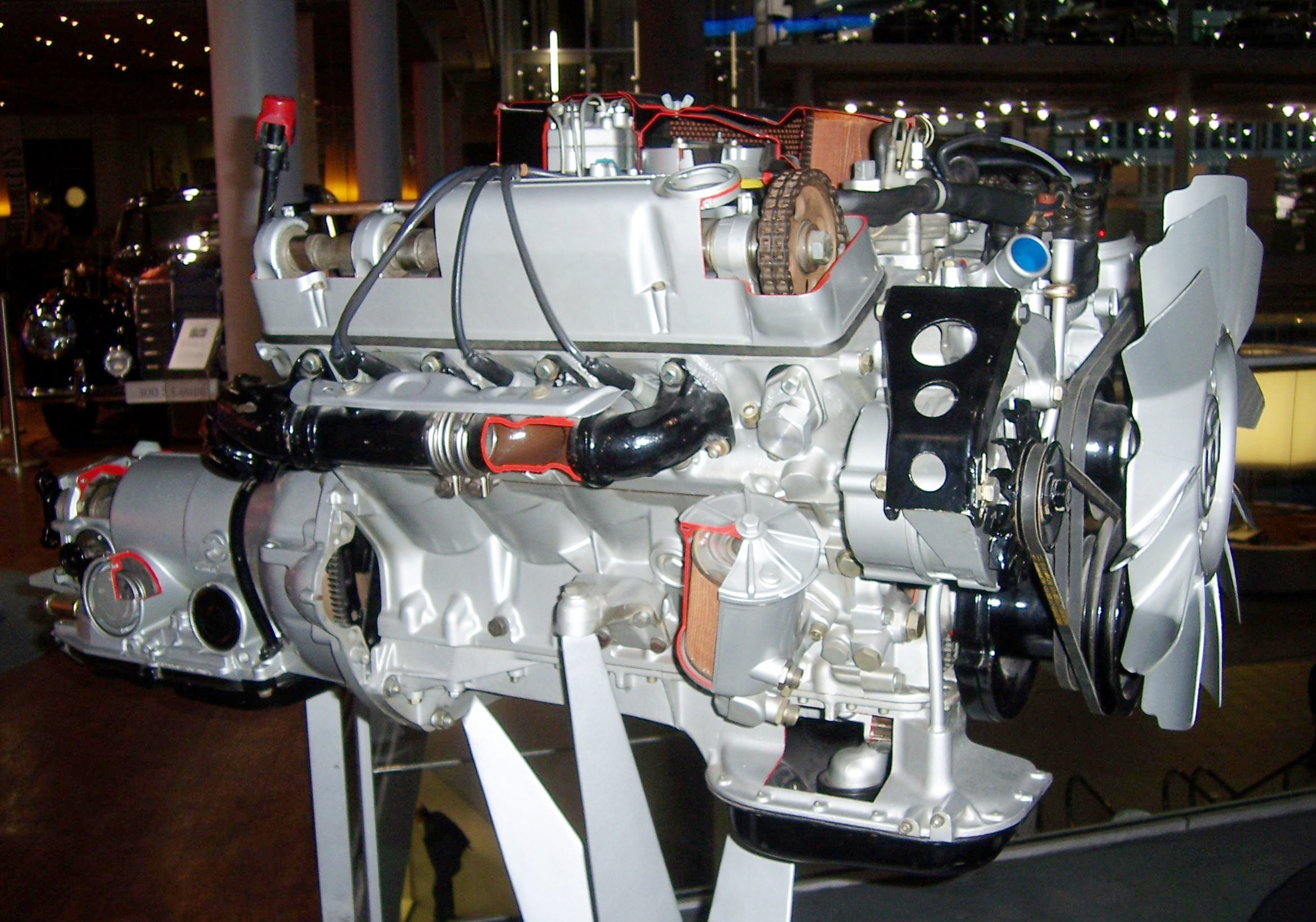
M117 E50

Wel werd in mei 1978 in de serie C107 een M117-variant gemonteerd met een aluminium cilinderblok. De motor had een vergrote boring van 97mm en een cilinderinhoud van 5025cc. Deze M117 E50 levert een vermogen van 177 kW. Alvorens een nieuwe generatie motoren grootschalig in te zetten wilde Mercedes het lichtmetalen cilinderblok van Reynolds 390, geproduceerd volgens een nieuw gietproces, eerst in een kleine serie uitproberen. Reynolds 390 duidt op een aluminiumlegering met een hoog gehalte aan silicium. Bij elektrolytisch etsen geven de harde silicium kristallen een slijtvast en glad loopoppervlak voor zuiger en zuigerveren en maken het gebruik van cilinderloopbussen overbodig. Deze toepassing was afkomstig van General Motors.
De tweede M117 E50 ontstond in mei 1979 toen de boring werd verkleind naar 96,5mm en de cilinderinhoud definitief bepaald op 4973cc.
Met de komst van de serie W126 als opvolger van de W116 eind 1979 werd de nieuwe generatie motoren met aluminium cilinderblok breed ingezet. De inhoud van de M116 steeg door een verlengde slag naar 3,8 liter (M116 E38) en de tweede M117 E50 uit de C107 verving de M117 E45. Door een betere stroomlijn (Cw-waarde 0,36 tegenover 0,41) en een gewichtsreducerende bouwwijze, waarvan de lichtmetalen motoren onderdeel waren, lag het brandstofverbruik van de motoren in de W126 ruim 10% lager dan in de W116. Enkele maanden later volgden de R107 en C107 met deze krachtbronnen. De C107 die als 450 SLC 5.0 eerder in het bezit was gekomen van de lichtmetalen M117-versie werd nu 500 SLC genoemd.

### 'Mercedes-Benz Energiekoncept'
Als onderdeel van het 'Mercedes-Benz Energiekoncept' zijn de motoren in oktober 1981 grondig herzien met als doel een lager brandstofverbruik en lagere emissiewaarden. De compressieverhouding werd met 0,4 : 1 verhoogd en de diameter van de krukpinnen van 52 naar 48mm verkleind om de wrijving te verminderen. Een verkleinde boring en verlengde slag van de M116 E38 zorgden voor compactere verbrandingskamers en daardoor minder warmteverlies. De motoren werden gewijzigd ten gunste van meer koppel bij lage toerentallen om te bevorderen dat zuinig werd gereden in het toerengebied met het hoogste rendement, de zogenaamde koppelband. Er waren nog andere maatregelen, zoals uitlaatgasrecirculatie om de uitstoot van stikstofoxiden te beperken, het afsluiten van de benzinetoevoer bij het loslaten van het gaspedaal en het elektronisch terugbrengen van het stationair toerental tot ongeveer 500 omw./min. Daarnaast kregen de nokkenassen een gewijzigde kleptiming en werden injectiekleppen met luchtomloop gebruikt. De eindreductie van het (achteras)differentieel werd aangepast aan de veranderde karakteristiek van de motoren. Deze steeg van 3,27 naar 2,47:1 voor de M116 en van 2,82 naar 2,24:1 voor de M117. Alle maatregelen tezamen resulteerden in een reductie van het brandstofverbruik van ca. 20%. Het vermogen van de krachtbronnen liep wel enigszins terug door de ingrepen.

### Katalysatoren en een nieuwe topmotor
In de 2e serie van de W126 vanaf september 1985 werden katalysatoren toegepast (optioneel) en dientengevolge de KE-Jetronic ingezet. Dit systeem heeft een elektronische regeling waarmee het brandstof-luchtmengsel kan worden aangepast aan de hand van een Lambdasonde signaal. Bij de M116 kwam de oorspronkelijke boring van 92mm terug waardoor de cilinderinhoud opnieuw steeg, nu tot 4,2 liter (M116 E42). De motoren waren verkrijgbaar als KAT-uitvoering (met gemonteerde katalysator) of als RÜF (Rückrüstfahrzeug: katalysator ombouw mogelijk). De KAT-uitvoeringen waren duurder waarbij de motoren minder presteerden en iets meer verbruikten. Vanaf september 1986 werden katalysatoren standaard ingebouwd tenzij de klant anders wenste.
In oktober 1985 kwam ook een M117 beschikbaar met een cilinderinhoud van 5547cc. Deze M117 E56 had ten opzichte van de M117 E50 een verlengde slag. De prestaties namen navenant toe. De motor werd niet alleen geleverd als KAT of RÜF maar ook als zogenaamde ECE-versie. ECE betekende dat werd voldaan aan de Europese emissie-eisen maar dat de motor niet geschikt was voor inbouw van een katalysator achteraf. De ECE-versie was alleen leverbaar in de topmodellen 560 SEL en 560 SEC. De ECE-motor had een compressieverhouding van 10 : 1 en een vermogen van 220 kW (300 pk). Hiermee werd de M100 die in zijn laatste versie in september 1975 in de serie W116 was uitgekomen in het model 450 SEL 6.9 met 10 kW (14 pk) overtroffen.

### Laatste wijzigingen
In september 1987 werden de krachtbronnen weer sterker. Er werd een klopsensor toegepast en de compressieverhouding steeg naar 10 : 1. De M117 E56 ECE verdween omdat de RÜF-versie nu dezelfde prestaties had. Hiermee kwam de 300 pk-motor ook beschikbaar voor het model 560 SE. In de serie R107 met de modellen 420 SL, 500 SL en 560 SL (buiten Europa) werden echter tot het einde van de bouwperiode in augustus 1989 de motoren met de lagere compressieverhouding ingezet. Tegelijk met het beëindigen van de productie van de R107 is de bouw van de RÜF-motoren voor de W126 gestopt.

### Verbruik
Ervaring met het gebruik van de motoren leert dat een brandstofverbruik van minder dan 12 liter per 100 km nauwelijks mogelijk is. Sterke versies die zijn gebouwd voor oktober 1981 en vlot worden gereden kunnen wel 20 liter benzine verbruiken. Een Australische test van een W116 met de M117 (165 kW) kwam hier begin 1975 precies op uit. In een test over lange afstand van een W116 met de M116 (143 kW) en een automaat door een Duits automobieltijdschrift in 1977 bedroeg het verbruik 18,0 liter over 100 km (‘1 op 5,5’). Een test van een W116 met de M116 (151 kW) en een handgeschakelde 4-versnellingsbak door een ander Duits automobieltijdschrift in 1978 wees een verbruik uit van 18,7 liter.

## Voertuigen / Motornummering / Data
Elk voertuig heeft een motornummer dat gekoppeld is aan een serie. Uitzondering is motornummer 116.980 dat gekoppeld is aan twee series, W111 en W108. Aanpassingen zoals een nieuw brandstofinjectiesysteem of maatregelen uit hoofde van het Mercedes-Benz Energiekoncept leidden tot verandering van het motornummer. Wijzigingen aan het uitlaatsysteem, de toepassing van een katalysator en het gebruik van een klopsensor gecombineerd met een hogere compressieverhouding waren geen aanleiding om het motornummer te veranderen. Bij de tweede generatie motoren met aluminium cilinderblok werd begonnen met een nieuwe reeks: de 980-reeks werd opgevolgd door de 960-reeks.
De koppeling van motornummer aan serie loopt bij de M116 en M117 synchroon, met uitzondering van de nummers 984, 985 en 986. Motornummer 117.984 was eerder gekoppeld aan de serie W108 (exportmodel 280 SE(L) 4.5 voor Noord-Amerika in de periode mei 1971 - november 1972), waardoor bij aanpassing van het brandstofinjectiesysteem bij de M117 werd doorgenummerd naar 985 en 986.
Het motornummer heeft na de eerste 6 posities 2 volgende posities. Deze duiden de plaats van het stuurwiel en de soort transmissie aan. Hierbij geldt: 10 = linksgestuurd handgeschakeld, 12 = linksgestuurd automaat, 20 = rechtsgestuurd handgeschakeld, 22 = rechtsgestuurd automaat. De laatste 6 posities van het motornummer geven het volgnummer van de motor aan.

### M116 in Europese modellen
| Model                                                                          | Uitvoering  | Compressie- verhouding | Vermogen [kW] (pk) bij tpm | Koppel [Nm] bij tpm | Motor- nummer † | Serie      | Bouwperiode   | Bijzonder- heden   |
| ------------------------------------------------------------------------------ | ----------- | ---------------------- | -------------------------- | ------------------- | --------------- | ---------- | ------------- | ------------------ |
| M116 E35, Inhoud: 3499 cm³, Boring/Slag: 92 / 65,8 mm, Cilinderblok: gietijzer |             |                        |                            |                     |                 |            |               |                    |
| 280 SE 3.5 coupé/cabriolet                                                     | D-Jetronic  | 9,5 : 1                | 147 (200) / 5800           | 286 / 4000          | 116.980         | W111       | 11.69 - 07.71 |                    |
| 280 SE(L) 3.5                                                                  | D-Jetronic  | 9,5 : 1                | 147 (200) / 5800           | 286 / 4000          | 116.980         | W108       | 03.71 - 09.72 |                    |
| 300 SEL 3.5                                                                    | D-Jetronic  | 9,5 : 1                | 147 (200) / 5800           | 286 / 4000          | 116.981         | W109       | 11.69 - 09.72 |                    |
| 350 SL(C)                                                                      | D-Jetronic  | 9,5 : 1                | 147 (200) / 5800           | 286 / 4000          | 116.982         | R107, C107 | 04.71 - 01.76 |                    |
| 350 SE(L)                                                                      | D-Jetronic  | 9,5 : 1                | 147 (200) / 5800           | 286 / 4000          | 116.983         | W116       | 08.72 - 12.75 |                    |
| 350 SL(C)                                                                      | K-Jetronic  | 9,0 : 1                | 143 (195) / 5500           | 275 / 4000          | 116.984         | R107, C107 | 02.76 - 03.80 |                    |
| 350 SE(L)                                                                      | K-Jetronic  | 9,0 : 1                | 143 (195) / 5500           | 275 / 4000          | 116.985         | W116       | 01.76 - 03.78 |                    |
| 350 SE(L)                                                                      | K-Jetronic  | 9,0 : 1                | 151 (205) / 5750           | 285 / 4000          | 116.985         | W116       | 04.78 - 09.80 |                    |
| M116 E38, Inhoud: 3818 cm³, Boring/Slag: 92 / 71,8 mm, Cilinderblok: aluminium |             |                        |                            |                     |                 |            |               |                    |
| 380 SL(C)                                                                      | K-Jetronic  | 9,0 : 1                | 160 (218) / 5500           | 305 / 4000          | 116.960         | R107, C107 | 05.80 - 09.81 |                    |
| 380 SE(L)                                                                      | K-Jetronic  | 9,0 : 1                | 160 (218) / 5500           | 305 / 4000          | 116.961         | W126       | 01.80 - 09.81 |                    |
| M116 E38, Inhoud: 3839 cm³, Boring/Slag: 88 / 78,9 mm, Cilinderblok: aluminium |             |                        |                            |                     |                 |            |               |                    |
| 380 SL                                                                         | K-Jetronic  | 9,4 : 1                | 150 (204) / 5250           | 315 / 3250          | 116.962         | R107       | 10.81 - 10.85 | 'Energie- koncept' |
| 380 SE(L/C)                                                                    | K-Jetronic  | 9,4 : 1                | 150 (204) / 5250           | 315 / 3250          | 116.963         | W126       | 10.81 - 10.85 | 'Energie- koncept' |
| M116 E42, Inhoud: 4196 cm³, Boring/Slag: 92 / 78,9 mm, Cilinderblok: aluminium |             |                        |                            |                     |                 |            |               |                    |
| 420 SL                                                                         | KE-Jetronic | 9,0 : 1                | 160 (218) / 5200           | 330 / 3750          | 116.964         | R107       | 11.85 - 08.89 | RÜF                |
| 420 SL                                                                         | KE-Jetronic | 9,0 : 1                | 150 (204) / 5200           | 310 / 3600          | 116.964         | R107       | 11.85 - 08.89 | Kat.               |
| 420 SE(L/C)                                                                    | KE-Jetronic | 9,0 : 1                | 160 (218) / 5200           | 330 / 3750          | 116.965         | W126       | 09.85 - 08.87 | RÜF                |
| 420 SE(L/C)                                                                    | KE-Jetronic | 9,0 : 1                | 150 (204) / 5200           | 310 / 3600          | 116.965         | W126       | 09.85 - 08.87 | Kat.               |
| 420 SE(L/C)                                                                    | KE-Jetronic | 10,0 : 1               | 170 (231) / 5400           | 335 / 4000          | 116.965         | W126       | 09.87 - 08.89 | RÜF                |
| 420 SE(L/C)                                                                    | KE-Jetronic | 10,0 : 1               | 165 (224) / 5400           | 325 / 4000          | 116.965         | W126       | 09.87 - 12.91 | Kat.               |

† Motornummer 116.962 is eveneens gekoppeld aan de modellen 380 SL(C) van serie R107/C107 in de periode 1981 - 1985 voor Noord-Amerika (compr.verh. 8,3:1, vermogen 116(157)/4750, koppel 266/2750).

### M117 in Europese modellen
| Model                                                                            | Uitvoering  | Compressie- verhouding | Vermogen [kW] (pk) bij tpm | Koppel [Nm] bij tpm | Motor- nummer ‡ | Serie      | Bouwperiode   | Bijzonder- heden   |
| -------------------------------------------------------------------------------- | ----------- | ---------------------- | -------------------------- | ------------------- | --------------- | ---------- | ------------- | ------------------ |
| M117 E45, Inhoud: 4520 cm³, Boring/Slag: 92 / 85 mm, Cilinderblok: gietijzer     |             |                        |                            |                     |                 |            |               |                    |
| 450 SL(C)                                                                        | D-Jetronic  | 8,8 : 1                | 165 (225) / 5000           | 378 / 3000          | 117.982         | R107, C107 | 07.71 - 10.75 |                    |
| 450 SE(L)                                                                        | D-Jetronic  | 8,8 : 1                | 165 (225) / 5000           | 378 / 3000          | 117.983         | W116       | 12.72 - 10.75 |                    |
| 450 SL(C)                                                                        | K-Jetronic  | 8,8 : 1                | 160 (217) / 5000           | 360 / 3250          | 117.985         | R107, C107 | 11.75 - 11.80 |                    |
| 450 SE(L)                                                                        | K-Jetronic  | 8,8 : 1                | 160 (217) / 5000           | 360 / 3250          | 117.986         | W116       | 11.75 - 03.78 |                    |
| 450 SE(L)                                                                        | K-Jetronic  | 8,8 : 1                | 165 (225) / 5000           | 368 / 3250          | 117.986         | W116       | 04.78 - 06.80 |                    |
| M117 E50, Inhoud: 5025 cm³, Boring/Slag: 97 / 85 mm, Cilinderblok: aluminium     |             |                        |                            |                     |                 |            |               |                    |
| 450 SLC 5.0                                                                      | K-Jetronic  | 8,8 : 1                | 177 (240) / 5000           | 404 / 3200          | 117.960         | C107       | 05.78 - 04.79 |                    |
| M117 E50, Inhoud: 4973 cm³, Boring/Slag: 96,5 / 85 mm, Cilinderblok: aluminium   |             |                        |                            |                     |                 |            |               |                    |
| 450 SLC 5.0                                                                      | K-Jetronic  | 8,8 : 1                | 177 (240) / 5000           | 404 / 3200          | 117.960         | C107       | 05.79 - 03.80 |                    |
| 500 SL(C)                                                                        | K-Jetronic  | 8,8 : 1                | 177 (240) / 5000           | 404 / 3200          | 117.960         | R107, C107 | 03.80 - 09.81 |                    |
| 500 SE(L)                                                                        | K-Jetronic  | 8,8 : 1                | 177 (240) / 5000           | 404 / 3200          | 117.961         | W126       | 01.80 - 09.81 |                    |
| M117 E50, Inhoud: 4973 cm³, Boring/Slag: 96,5 / 85 mm, Cilinderblok: aluminium   |             |                        |                            |                     |                 |            |               |                    |
| 500 SL                                                                           | K-Jetronic  | 9,2 : 1                | 170 (231) / 4750           | 405 / 3000          | 117.962         | R107       | 10.81 - 10.85 | 'Energie- koncept' |
| 500 SE(L/C)                                                                      | K-Jetronic  | 9,2 : 1                | 170 (231) / 4750           | 405 / 3000          | 117.963         | W126       | 10.81 - 10.85 | 'Energie- koncept' |
| M117 E50, Inhoud: 4973 cm³, Boring/Slag: 96,5 / 85 mm, Cilinderblok: aluminium   |             |                        |                            |                     |                 |            |               |                    |
| 500 SL                                                                           | KE-Jetronic | 9,0 : 1                | 180 (245) / 4750           | 400 / 3750          | 117.964         | R107       | 09.85 - 08.89 | RÜF                |
| 500 SL                                                                           | KE-Jetronic | 9,0 : 1                | 164 (223) / 4700           | 365 / 3500          | 117.964         | R107       | 09.85 - 08.89 | Kat.               |
| 500 SE(L/C)                                                                      | KE-Jetronic | 9,0 : 1                | 180 (245) / 4750           | 400 / 3750          | 117.965         | W126       | 09.85 - 08.87 | RÜF                |
| 500 SE(L/C)                                                                      | KE-Jetronic | 9,0 : 1                | 164 (223) / 4700           | 365 / 3500          | 117.965         | W126       | 09.85 - 08.87 | Kat.               |
| 500 SE(L/C)                                                                      | KE-Jetronic | 10,0 : 1               | 195 (265) / 5200           | 405 / 4000          | 117.965         | W126       | 09.87 - 08.89 | RÜF                |
| 500 SE(L/C)                                                                      | KE-Jetronic | 10,0 : 1               | 185 (252) / 5200           | 390 / 3750          | 117.965         | W126       | 09.87 - 02.92 | Kat.               |
| M117 E56, Inhoud: 5547 cm³, Boring/Slag: 96,5 / 94,8 mm, Cilinderblok: aluminium |             |                        |                            |                     |                 |            |               |                    |
| 560 SE(L,C)                                                                      | KE-Jetronic | 9,0 : 1                | 200 (272) / 5000           | 430 / 3750          | 117.968         | W126       | 10.85 - 08.87 | RÜF                |
| 560 SE(L,C)                                                                      | KE-Jetronic | 9,0 : 1                | 178 (242) / 4800           | 390 / 3500          | 117.968         | W126       | 10.85 - 08.87 | Kat.               |
| 560 SEL(C)                                                                       | KE-Jetronic | 10,0 : 1               | 220 (300) / 5000           | 455 / 3750          | 117.968         | W126       | 10.85 - 09.87 | ECE                |
| 560 SE(L,C)                                                                      | KE-Jetronic | 10,0 : 1               | 220 (300) / 5000           | 455 / 3750          | 117.968         | W126       | 09.87 - 08.89 | RÜF                |
| 560 SE(L,C)                                                                      | KE-Jetronic | 10,0 : 1               | 205 (279) / 5200           | 430 / 3750          | 117.968         | W126       | 09.87 - 04.92 | Kat.               |

‡ Motornummer 117.981 is gekoppeld aan model 300 SEL 4.5 van serie W109 tussen 05.71 - 10.72 voor Noord-Amerika (compr.verh. 8,0:1, vermogen 145(198)/4500, koppel 358/3000).
‡ Motornummer 117.984 is gekoppeld aan model 280 SE(L) 4.5 van serie W108 tussen 05.71 - 11.72 voor Noord-Amerika (compr.verh. 8,0:1, vermogen 145(198)/4500, koppel 358/3000).
‡ Motornummer 117.967 is gekoppeld aan model 560 SL van serie R107 tussen 09.85 - 08.89 voor Noord-Amerika, Australië en Japan (compr.verh. 9,0:1, vermogen 170(230)/4750, koppel 378/3250).